# Хлюпинцы
Хлюпинцы — деревня в Слободском районе Кировской области в составе Каринского сельского поселения.

## География
Находится на расстоянии примерно 27 км по прямой на юго-восток от районного центра города Слободской на правом берегу реки Чепца.

## История
Известна с 1719 года, когда здесь (починок подле Осокарево озеро тотарина Мускея Арасланова) было учтено 10 душ мужского пола. В 1764 году отмечено 5 жителей. В 1873 году учтено дворов 3 и жителей 28, в 1905 5 и 32, в 1926 (уже Хлюпинцы) 7 и 27, в 1950 8 и 20, в 1989 году оставалось 16 человек.  

## Население
Постоянное население  составляло 1 человек (татары 100%) в 2002 году, 2 в 2010.